# Alnarpsmuseerna
Alnarpsmuseerna är ett samlingsnamn för Sveriges lantbruksuniversitets  museer i Alnarp. De omfattar tre museer i separata byggnader samt en permanent utställning, "Alnarpshistoria", som ligger i byggnaden Articum.

## Skånes lantbruksmuseum
Huvudartikel: Skånes lantbruksmuseum
Museet inrymmer bland annat jordbruksmaskiner och redskap, till exempel lokomobilen Munktell H8 nr 1862 från 1899, en bensinmotordriven traktor, tillverkad av Ivel Agricultural Motor i Storbritannien 1903 och "Axelvoldströskan", tillverkad av International Harvester i USA 1928, som var den första, importerade skördetröskan i Norden. 

## Hovbeslagsmuseet
Huvudartikel: Hovbeslagsmuseet
Museet ligger i den tidigare hovslagarskolan och visar en nästan orörd utbildningsmiljö från 1870-talet, där hovslagare utbildades till in på 1950-talet. Museet ligger i en byggnad som uppfördes för ändamålet och som ritades av Helgo Zettervall och invigdes 1877. Murverket är tvåfärgat och murat i horisontella band.

## Vagnsmuseet
Huvudärtikel: Vagnsmuseet i Alparp
Vagnsmusset visar nio vagnar från tre sekler, bland annat en landå och en charabang, som tillverkades på Alnarp i början av 1900-talet.